# Maastricht van A tot Z
Artikelen gemerkt met * zijn 'etalage-artikelen'.

## A
- A2 | A79 | Aardbevingen in Maastricht | Aardewerk, Maastrichts | Abtstraat | Abtstraat, Lijst van rijksmonumenten | Academie Beeldende Kunsten Maastricht | Academisch Ziekenhuis Maastricht | Achter het Vleeshuis | Achter het Vleeshuis, Lijst van rijksmonumenten | Agathagasthuis, Sint- | Agnus, Joannes | Aken, Godschalk van | Akerpoort | Akerstraat | Akerweg, Oude | Albeda, Wil | Alberti, Joannes | Alcuinus | Aldegonda, Villa | Alexander Battalaan | Algemene Begraafplaats Tongerseweg | Amandus, bisschop | Ambachtsschool | Amby | Amby, Lijst van gemeentelijke monumenten | Amélie, Quartier | Amor van Aquitanië | Amorkapel, Sint | Amorsplein, Sint | Ancienne Brasserie | André, Bert | Andrieskapel | Andriesklooster, Sint | Anna te Drieën (Jan van Steffeswert) | Annadalziekenhuis | Annakerk, Sint- | Annunciatenklooster | Antonietenklooster | Antonius van Paduakerk, Nazareth | Antonius van Paduakerk, Scharn | Antoniuseiland, Sint- | Antoniuskapel, Sint- | Antoniuslaan, Sint | Apostelgroeve | Apostelhoeve | Are, Dirk van | Are, Gerard van | Are-Hochstaden, Lotharius van | Arends, Henri | Arets, Wiel | D'Artagnan | Asselt, Marjolein van | Au Coin des Bons Enfants | Augustijnenkerk | Augustijnenklooster | Avenue Céramique | Avranches, Hendrik van | Aylva, Hobbe Esaias van

## B
- Baaten, Doris | Baeten, Fons | Baethen, Jacob | Bakker, Marijke | Barakken, Hoge en Lage | Basiliek van Onze-Lieve-Vrouw-Tenhemelopneming | Basiliek van Sint-Servaas | Bassin | Bast, Aalt | Batpoort | Batta, Alexander | Battalaan, Alexander | Bauduin, Petrus | Bauduin Vermicelli- & Macaronifabriek | Beatrixhaven | Beaumontgeweer | Beckers, grafmonument van Hubert | Becks, grafmonument van Frederik | Beek, Tom van | Beelden in Maastricht | Behr, grafmonument van Jean Lambert Antoine de | Beleg van Maastricht (1204) | Beleg van Maastricht (1267) | Beleg van Maastricht (1303) | Beleg van Maastricht (1334) | Beleg van Maastricht (1407-1408) | Beleg van Maastricht (1579) | Beleg van Maastricht (1632) | Beleg van Maastricht (1634) | Beleg van Maastricht (1673) | Beleg van Maastricht (1676) | Beleg van Maastricht (1748) | Beleg van Maastricht (1793) | Beleg van Maastricht (1794) | Belfort | Bellefroid, Edmond | Beluga Loves You | Belvédère-haven | Belvédère Interglaciaal | Belvédère (wijk) | Belvédère, Plan | Bemelerberg | Bende van De Suisse | Bergh, Grégoire van den | Bergholtz, Gerard | Bergportaal | Berlaymont, Gilles van | Berlaymont, Lodewijk van | Bertens, Jan-Willem | Beth-elkerk | Bethlehem, Kasteel | Bette, Willem | Beusdael, Poort van | Bevrijding van Maastricht (1944) | Beyart | Bidweg van de Sterre der Zee | Biesenbastion | Biesland | Biesland, Lijst van gemeentelijke monumenten | Binnenstad | Binnenstad, Lijst van gemeentelijke monumenten | Bisdom Maastricht | Bisschoppen van Maastricht | Bisschopsmolen | Blitterswijk, Clemens van | Bloemgarten, Rudi | Blokkade van Maastricht (1814) | Blokkade van Maastricht (1830-1833) | Bocholtz, Edmond Godfried van | Boelen, Vivian | Boer, Mieke de | Bogaardenklooster | Bogaardenstraat, Lijst van rijksmonumenten | Boichgraeve | Bonbonnière | Bonnefanten College | Bonnefantenklooster | Bonnefantenmuseum | Boonen, Engelbert | Booren, Jo van den | Boosten, Alphons | Borgers, Lloyd | Borgharen | Borgharen, Lijst van burgemeesters | Borgharen, Kasteel | Borgharen-Pasestraat, Romeinse villa | Borstbeeld van Sint-Servaas | Borstkruis van Sint-Servaas | Bosch, Nicolaas Antoon | Bossche Fronten | Boschkat | Boschpoort, buurt | Boschpoort, stadspoort | Boschpoort, station | Boschstraat | Boschstraat, Lijst van rijksmonumenten | Boschstraatkwartier | Boschstraatkwartier, Lijst van gemeentelijke monumenten | Bosscherveld | Botke, Taecke Jitze | Bouillonstraat | Bourgondië, Raadkamer van | Bourgognestraat | Boven, Theo van | Bovens, Paul | Bovens, Theo | Brabant, Hendrik I van | Brandenburg, Kat | Brandweerkazerne van Maastricht | Brederode, Gijsbrecht van | Bredestraat | Bredestraat, Lijst van rijksmonumenten | Brightlands Maastricht Health Campus | Brimeu, Gwijde van | Broeders van de Onbevlekte Ontvangenis van Maria | Broeders van Maastricht | Brokamp, Willy | Brouwerij Bosch | Brouwerij De Keyzer | Brouwerij De Ridder | Brouwers, Jeroen | Bruis (festival) | Brussel, Jan van | Brusselsepoort, stadspoort | Brusselsepoort, buurt | Brusselsestraat | Brusselsestraat, Lijst van rijksmonumenten | Bruyère, Joseph | Buch, Christiaan van | Budé, Frans | Buitengoed Geul & Maas | Buitengoed Slavante | Bun, Jeu van | Bureau Europa | Burgemeesters van Amby | Burgemeesters van Borgharen | Burgemeesters van Heer | Burgemeesters van Itteren | Burgemeesters van Maastricht | Burgemeesters van Oud-Vroenhoven | Burgemeesters van Sint Pieter | Burght, Kasteel De | Bylandt, Hendrik van

## C
- Caberg | Cabergkanaal | Caestert, Oppidum | Caestert, Plateau van | Calatrava-campus | Calvariënberg, Klooster | Calvariënberg, Ziekenhuis | Calvariestraat | Campagne | Campus Maastricht | Candidus van Maastricht | Canisianum | Canne, Villa | Cannerberg | Cannerberg, NAVO-hoofdkwartier | Cannerweg, Lijst van rijksmonumenten | Cappella Sancti Servatii | Capucijnenhof | Capucijnenklooster (Maastricht) | Capucijnenstraat, Lijst van rijksmonumenten | Carnaval in Maastricht | Cartisser, Toussaint | Castellum (Maastricht) | Castermans, Alphons | Catharinakapel, Sint | Cellebroedersklooster | Cenotaaf van Monulfus en Gondulfus | Centre Céramique | Céramique | Charles Eyckpark | Charles Voscour | Château Neercanne | Christoforuskerk, Sint | Cinema Palace | Circumflex | Cité Ouvrière | Classis Maastricht en de Landen van Overmaze | Clavareau, Auguste | Cleber, Jos | Clermont, Wijnand Nicolaas | Coclers, Jean-Baptiste | Coclers, Louis Bernard | Coclers, Philippe | Coenegracht, Christiaan | Coenen, Jo | Cohen, Job | Cokesfabriek | Collard, Alexandre Quirin | Collard, Isaäc | Colonel, De | Conservatorium Maastricht | Constant Rebecque de Villars, Guillaume Anne de | Corneliuskerk, Sint | Corsselaar van Wittem, Johan | Corten, Louis | Courrier de la Meuse, Le | Cremers, Armand | Creusen, Andreas | Crombag, Hans | Crowne Plaza Maastricht | Cruts | Crutzen, Eva | Crypten van de Sint-Servaasbasiliek | Cuypers, Leo

## D
- Daalhof | Dam, Laurens ten | Dassen, Pieke | DBSV | DD Stadsschutterij Maastricht | De Colonel | De Heeg | De Kommen | De Lanscroon en De Liebaert | De Lenarts | De Tombe | De tweevoudige gerechtigheid | De Vijf Koppen (rondeel) | Debye, Peter | Defesche, Pieter | Defresne, August | Derde Minderbroedersklooster | Derlon, Hotel | Designatus, bisschop | Destouvelles, Charles | Dibbets, Bernardus Johannes Cornelis | Dietz, Jan | Dingemans, Frans | Dinghuis | Doksaal van de Sint-Servaasbasiliek | Dollaertsmolen | Dols, Thei | Dominicanenkerk | Dominicanenklooster | Domitianus, bisschop | Don Bosco Studenten Voetbal | Doorman, Maarten | Dopff, Daniël van | Doppler, Pierre | Double Saison | Dousberg | Dousberg-Hazendans | Drie Poorten | Drielsma, Appie | Droogdal van de Kleine en Lange Zouw | Du Moulin, Linie van | Dufour, Jean-Edmé | Duitse Poort | Duivelsgrot | Du Mont, Henry | Dumoulin, Jean | Dumoulin, Tom | Dutch Mountains

## E
- Eberstein, Philip van | Edmond Hustinxprijs voor toneelschrijvers | Eerd, Jon van | Eerste Nederlandse Cement Industrie | Eerste stadsmuur van Maastricht | Eiffelgebouw | Einhard | Einhardsboog | Elen, Antoon van | El Fath-moskee | Elf banken van Sint-Servaas | Emmaplein, Koningin | Empereur, Grand Hotel de l' | ENCI | ENCI-Bergloop | ENCI-groeve | ENCI Limburg Open | ENCI-STOP | Endepols, Joseph | Ensemble 88 | Entre Deux | Envida | Eredoctoraten van de Universiteit Maastricht | Europaplein, Knooppunt | European Fine Art Fair, The | European Institute of Public Administration | Evangelische Gemeente Maastricht | Evangelistenkerk, Vier | Evergislus, bisschop | Evergisluskapel, Sint | Evers, Ingrid | Everstein, Otto van | Eyck Academie, Jan van | Eyck, Charles | Eyckpark, Charles | Eyldergaard | Eyll, Huis | Eynatten, Jan van

## F
- Falco, bisschop | Faliezustersklooster | Fashionclash | FC Vinkenslag | Felix, Hubert | Flament, August | Flikken Maastricht | Florii, Jacobus | Florius, Franciscus | Fort aan de Zouw | Fort Sint Pieter | Fort Willem I | Fortezza, La | Fransensingel | Franciscanen in Maastricht | Franciscanessenklooster | Franciscus Romanusweg | Franssen, Benoît | Freitag, Uschi | Frijns, Robin | Fromantiou, Hendrik de | Fronten, Hoge en Lage | Fronten, Nieuwe Bossche | Frontenkwartier | Frontenpark | Frontensingel | Fyrfad

## G
- Gagini, Petrus Nicolaas | Gangenstelsel Noord | Gangenstelsel Slavante | Gangenstelsel Zonneberg | Gangenstelsel Zuid | Ganzendries | Granizoenscommandanten van Maastricht | Garsendonius van Mantua | Gashouder | Gast, Frans | Gasthuis Calvariënberg | Gavere, Willem van | Gedenkteken Franse vluchtelingen | Geldulfus | Gemeenschap van de gekruisigde en verrezen Liefde | Gemeentelijk Slachthuis | Generaalshuis | Gerarduskerk, Sint | Gerechtigheidspaneel | Gericke van Herwijnen, J.E.P.E. | Gerts, Floris | Gerven, Walter Van | Geschiedenis van Maastricht | Geschiedenis van Wolder | Geuselt, Kasteel | Geusselt Sport | Geusselt (verkeersknooppunt) | Geusseltpark | Geusseltstadion | Gevangenpoort | Gieter, De | Gillishospitaal, Sint- | Giselbert II | Goedje, Het | Goessens, Fred | Goffin, Jérôme | Golfclub Maastricht | Gomicourt, Adrien de | Gondulfus, bisschop | Goossens, Willem | Gordel van Maria | Gouvernement | Gouvernement, Oud | Gouverneurs van Limburg | Gouverneurs van Maastricht | Graafland, Rob | Grafmonument van Frederik Becks | Grafmonument van Hubert Beckers | Grafmonument van Jean Lambert Antoine de Behr | Grameer | Grand Hôtel du Lévrier et de l'Aigle Noir | Grande Suisse, La | Grapperhaus, Ferdinand | Grauwzustersklooster | Grégoire, Jan | Grenet van Werp, Antonius van | Grensmaas | Grevenstein, Alexander van | Grevenstein-Kruse, Anne van | Griendpark | Grinsven, Guy van | Gronsveld, torenmolen | Groote Sociëteit | Grote Gracht | Grote Gracht, Lijst van rijksmonumenten | Grote Ingang | Grote Looiersstraat, Lijst van rijksmonumenten | Grote Staat | Grote Staat 5 | Grote Staat, Lijst van rijksmonumenten | Grotwoning De Kluis | Grotwoning Greetje Blanckers | Gruyters, Elisabeth | Gubbelstraat | Guliëlmuskerk, Sint- | Gulik, Otto van | Gulik, Walram van | Gulik, Willem van | Gulpen, Philippe van

## H
- Haaf, Jochum ten | Habets, Yvonne | Habibović, Pamela | Hackenkamer | Haet ende Nijt | Haex, Joop | Hagedoorn, John | Halfautomatische Troostmachine | Halte Heer | Hanneron, Antonius | Hartelstein, Kasteel | Hartelstein, Kasteelhoeve| Hasselt, André van | Hautvast, Willy | Haye, Régis de la | Hazendans | Hazeu, Wim | Hebios | Heeg, De | Heemstede, Engelbert van | Heer | Heer en Keer | Heer, Halte | Heer, Lijst van burgemeesters | Heer, Lijst van gemeentelijke monumenten | Heerderweg | Heeren, Ron | Heers, Reinoud van | Heilig Hart van Jezuskerk (Oud-Caberg) | Heilig Hartbeeld (Heugem) | Heilig Hartbeeld (Maastricht, Bosscherweg) | Heilig Hartbeeld (Maastricht, Tongerseweg) | Heiligdomsvaart van Maastricht* | Heilige Familiekerk | Heilige-Geestkapel | Heimo-atelier | Heinsberg, Jan van | Heirbanen Maastricht-Nijmegen | Helmstraat | Helpoort | Henegouwen, Reinier van | Hennequin, Jean François | Henric van Veldekecollege | Henric van Veldekeplein | Henric van Veldekeplein 29-31 | Herbenus, Matthaeus | Herbenusstraat | Herdenkingsplein | Herik, Jaap van den | Hermans, Henri | Hermans, Hubert | Hermsen, Toine | Hertog, Friso den | Hertogsingel | Hessels, Jos | Hessen-Kassel, Frederik van | Het Goedje | Heugem | Heugemerveld | Heugemerweg | Heylerhoff, Martinus van | Hiddema, Theo | Hilariuskapel, Sint | Hild, Stefan | Hippo's, MSKV De | Historisch Centrum Limburg | Historische Encyclopedie Maastricht | Hochstaden, Lotharius van | Hocht, Refugie van | Hoen, Herman II | Hoenderstraat | Hoes, Onno | Hoeve Nekum | Hoeve Rome | Hoeve Zonneberg | Hoeven, Maria van der | Hof van Sint-Monica | Hof van Slijpe | Hof van Tilly | Hofhuizen, Willem | Hofje Sint Maartenshuizen | Hofstede, Geert | Hoge Brug | Hoge en Lage Barakken | Hoge en Lage Fronten | Hoge Hotelschool | Hogeschool Zuyd | Hollman, Joseph | Holten, René | Hoofdpostkantoor | Hoogbrugstraat | Hoogbrugstraat, Lijst van rijksmonumenten | Hoogenband, Pieter van den | Hoogenweerth, Kasteel | Horne, Johan van | Horne, Willem van | Horst, Iwan van der | Hotel de l'Empereur | Hotel Derlon | Hotel Maastricht | Hotel Management School Maastricht | Houben, Linsey | Houben, Philip | Houtman, Rinus | Hövell van Wezeveld en Westerflier, Jozef van | Hubertus, bisschop | Hubertuskerk, Sint | Huis de Torentjes | Huis met de Pelikaan | Huis Rouffaer | Huis Soiron | Humbertus | Hustinx, Alphons | Hustinx, Edmond | Hustinxprijs voor toneelschrijvers, Edmond | Huysmans, Jean

## I
- IBC '03 | Immaculata, Kweekschool | Immanuëlkerk | In den Moriaan | In den Ouden Vogelstruys | Ingang achter de kerk | Ingang Tennisbaan | Innemee, Jean | Interclassics & Topmobiel | Itallie, Leopold van | Itteren | Itteren, Lijst van burgemeesters | Itteren, Lijst van rijksmonumenten

## J
- Jaminé, Herman | Jaminé, Joseph Laurent | Jaminé, Lambert | Jan van Eyck Academie | Janskerk, Sint | Janssen, Jo | Jekerdal (dal) | Jekerdal (Maastricht) | Jekerkanaal | Jekerkwartier | Jekerkwartier, Lijst van gemeentelijke monumenten | Jekerpark | Jekertoren | Jelinger, Han | Jerusalem, Kasteel | Jezuïetenberg | Jezuïetenklooster, Bredestraat | Jezuïetenklooster, Tongersestraat | Jezuïetenwal | Joannes Agnus, bisschop | Jocundus | Jodenpoort | Jodenstraat | Jodenstraat, Lijst van rijksmonumenten | Johann Strauß Orchestra | Johannes de Doperkerk (Limmel) | John F. Kennedybrug | Jonas, Henri | Jong, Mechtild de | Joodse begraafplaatsen Maastricht | Joriskapel, Sint | Jozefkerk, Sint- | Julianakanaal | Jungschläger, Leon | Jurgens, Erik

## K
- Kalksteengroeves | Kan, Adam van | Kanaal Luik-Maastricht | Kanjel | Kanjel, Villa | Kantongerecht Maastricht | Kanunnikencour | Kapel Vincentiusvereniging | Kapellen van de Sint-Servaasbasiliek | Kapitelen in de kooromgang van de Onze-Lieve-Vrouwebasiliek | Kapitelen in het westwerk van de Sint-Servaasbasiliek | Kapittel van Sint-Servaas | Kapittelschool van Sint-Servaas | Kapoenstraat, Lijst van rijksmonumenten | Karmelietessenklooster | Karolingische versterking (Maastricht) | De Karosseer | Kasteel Bethlehem | Kasteel Borgharen | Kasteel De Burght | Kasteel Geusselt | Kasteel Hartelstein | Kasteel Hoogenweerth | Kasteel Jerusalem | Kasteel Meerssenhoven | Kasteel Neercanne | Kasteel Vaeshartelt | Kasteelhoeve Hartelstein | Kasteelruïne Lichtenberg | Kat Brandenburg en omgeving | Kat Hoog Frankrijk | Kat Nassau | Kats & Co | Kattenberg | Katzenelnbogen, Gerard van | Keizer Karelplein | Keizer Karelplein, Lijst van rijksmonumenten | Keizerzaal | Kemp, Mathias | Kemp, Pierre | Kennedybrug | Kerens, Hendrik Jan | Kerens, Pierre André Servais | Kerk van de Evangelische Gemeente Maastricht | Kerk van Sint-Pieter beneden | Kerk van Sint-Pieter boven | Kerken in Maastricht, Lijst van | Kersenmarkt | Kessels, Hendrik Johan | Kessels, Mathieu | Kesselskade | Kesselskade, Lijst van rijksmonumenten | Kessen, Antoon | Keyzer, brouwerij De | Kimman, Eduard | Kings of Africa. Paleiskunst uit de Koninkrijken van Centraal Afrika | Kinran, SKVM | Kleef, Lambert van | Klein Grachtje | Kleine en Lange Zouw | Kleine Gracht | Kleine Gracht, Lijst van rijksmonumenten | Kleine Looiersstraat, Lijst van rijksmonumenten | Kleine Staat | Kleine Staat, Lijst van rijksmonumenten | Kleine Weerd | Klijnen, Jos | Klooster van het Arme Kind Jezus | Klooster van de Augustinessen van Sint-Monica | Beyart, De | Klooster Calvariënberg | Klooster van de Franciscanessen van Heythuysen | Klooster van de Franciscanessen-missionarissen van Maria | Klooster Nieuwenhof | Klooster Opveld | Klooster Reparatricen | Klooster van de Zusters Onder de Bogen | Klooster van de Zusters van de Miséricorde | Klooster van de Zusters van de Voorzienigheid | Klooster van de Zusters van den Heiligen Joseph | Klooster van de Ursulinen van Tildonk | Knooppunt Europaplein | Knooppunt Kruisdonk | Knottnerus, André | Koenen, Marie | Koestraat, Lijst van rijksmonumenten | König, Adrianus Antonie Henri Willem | Koningin Emmaplein | Koningsdag 2022 | Koningsplein-Oranjeplein | KNP | Koepelkerk | Kommel | Kommel, Gemeenschap De | Kommelkwartier | Kommelkwartier, Lijst van gemeentelijke monumenten | Kommen, De | Koning Willem-Alexandertunnel | Koninklijke Harmonie van Maastricht 1825 | Koninklijke Mosa | Koninklijke Nederlandse Papierfabriek | Koninklijke Sphinx | Koninklijke Zangvereniging Mastreechter Staar | Koninkrijkszaal | Kool, Aart | Kool, Arthur | Kool, Johan Arthur | Kortmann, Constant | Körverpoort | Kraft, Beppie | Kraft, Sjeng | Kristalunie Maastricht | Kruisdonk, Knooppunt | Kruisdonk, Villa | Kruisgang van de Sint-Servaasbasiliek | Kruisherenhotel | Kruisherenklooster* | Kruisherenkerk | Kuipers, Harm | Kuitenbergweg | Kunstbunker Sint-Pietersberg | KunstTour | Kusters, Wiel | KV Maastricht | Kweekschool Immaculata | Kweekschool van de Broeders van de Onbevlekte Ontvangenis

## L
- La Fortezza | La Grande Suisse | La Motterie | Lafelt, Slag bij | Lage Fronten | Lage Kanaaldijk, Lijst van rijksmonumenten | Lambertus, bisschop | Lambertuskerk, Sint | Lambertuskleed | Lamster, J.C. | Lanakerveld | Landbouwbelang, kraakpand | Landgoederenzone Maastricht - Meerssen | Lang Grachtje | Lange Lijs | Lannoy de la Motterie, Claude van | Lanscroon en De Liebaert, De | Latijnse School | Le Courrier de la Meuse | Leenders, Raymond | Leers, Gerd | Leeuwenborgh Opleidingen | Leeuwenmolen | Lenarts, De | Lenculenpoort | Lenculenstraat | Lenculenstraat, Lijst van rijksmonumenten | Letschert, Rianne | Leugenpoort | Leunissen, Karel | Levigne, Hubert | Lewerissa, Vanity | Leyen, Hendrik van | Lhoest, Léon | LGOG | Lichtenberg, Kasteelruïne | Liefdezusters van de Heilige Carolus Borromeus | Lijst van archeologische opgravingen op en rondom het Vrijthof | Lijst van beelden in Maastricht | Lijst van bisschoppen van Maastricht | Lijst van burgemeesters van Amby | Lijst van burgemeesters van Borgharen | Lijst van burgemeesters van Heer | Lijst van burgemeesters van Itteren | Lijst van burgemeesters van Maastricht | Lijst van burgemeesters van Oud-Vroenhoven | Lijst van burgemeesters van Sint Pieter | Lijst van eredoctoraten van de Universiteit Maastricht | Lijst van garnizoenscommandanten van Maastricht | Lijst van gemeentelijke monumenten in Amby | Lijst van gemeentelijke monumenten in Biesland | Lijst van gemeentelijke monumenten in Binnenstad | Lijst van gemeentelijke monumenten in Boschstraatkwartier | Lijst van gemeentelijke monumenten in Heer | Lijst van gemeentelijke monumenten in Jekerkwartier | Lijst van gemeentelijke monumenten in Kommelkwartier | Lijst van gemeentelijke monumenten in Maastricht | Lijst van gemeentelijke monumenten in Maastricht-Centrum | Lijst van gemeentelijke monumenten in Maastricht-Noordoost | Lijst van gemeentelijke monumenten in Maastricht-Noordwest | Lijst van gemeentelijke monumenten in Maastricht-Zuidoost | Lijst van gemeentelijke monumenten in Maastricht-Zuidwest | Lijst van gemeentelijke monumenten in Mariaberg | Lijst van gemeentelijke monumenten in Scharn | Lijst van gemeentelijke monumenten in Sint Maartenspoort | Lijst van gemeentelijke monumenten in Statenkwartier | Lijst van gemeentelijke monumenten in Villapark | Lijst van gemeentelijke monumenten in Wyck | Lijst van gemeentelijke monumenten in Wyckerpoort | Lijst van gotische vensters in de kruisgang van de Sint-Servaasbasiliek | Lijst van gouverneurs en commissarissen van de Koning in Limburg | Lijst van gouverneurs van Maastricht | Lijst van kapitelen in de kooromgang van de Onze-Lieve-Vrouwebasiliek | Lijst van kapitelen in het westwerk van de Sint-Servaasbasiliek | Lijst van Maastrichtenaren | Lijst van kerken in Maastricht | Lijst van oorlogsmonumenten in Maastricht | Lijst van proosten van het Sint-Servaaskapittel te Maastricht | Lijst van rectores magnifici van de Universiteit Maastricht | Lijst van rijksmonumenten in Itteren | Lijst van rijksmonumenten in Maastricht | Lijst van rijksmonumenten in Maastricht/Abtstraat | Lijst van rijksmonumenten in Maastricht/Achter het Vleeshuis | Lijst van rijksmonumenten in Maastricht/Bogaardenstraat | Lijst van rijksmonumenten in Maastricht/Boschstraat | Lijst van rijksmonumenten in Maastricht/Bredestraat | Lijst van rijksmonumenten in Maastricht/Brusselsestraat | Lijst van rijksmonumenten in Maastricht/Cannerweg | Lijst van rijksmonumenten in Maastricht/Capucijnenstraat | Lijst van rijksmonumenten in Maastricht/Grote Gracht | Lijst van rijksmonumenten in Maastricht/Grote Looiersstraat | Lijst van rijksmonumenten in Maastricht/Grote Staat | Lijst van rijksmonumenten in Maastricht/Hoogbrugstraat | Lijst van rijksmonumenten in Maastricht/Jodenstraat | Lijst van rijksmonumenten in Maastricht/Kapoenstraat | Lijst van rijksmonumenten in Maastricht/Keizer Karelplein | Lijst van rijksmonumenten in Maastricht/Kesselskade | Lijst van rijksmonumenten in Maastricht/Kleine Gracht | Lijst van rijksmonumenten in Maastricht/Kleine Looiersstraat | Lijst van rijksmonumenten in Maastricht/Kleine Staat | Lijst van rijksmonumenten in Maastricht/Koestraat | Lijst van rijksmonumenten in Maastricht/Lage Kanaaldijk | Lijst van rijksmonumenten in Maastricht/Lenculenstraat | Lijst van rijksmonumenten in Maastricht/Maastrichter Brugstraat | Lijst van rijksmonumenten in Maastricht/Markt | Lijst van rijksmonumenten in Maastricht/Muntstraat | Lijst van rijksmonumenten in Maastricht/Nieuwstraat | Lijst van rijksmonumenten in Maastricht/Onze Lieve Vrouweplein | Lijst van rijksmonumenten in Maastricht/Papenstraat | Lijst van rijksmonumenten in Maastricht/Platielstraat | Lijst van rijksmonumenten in Maastricht/Rechtstraat | Lijst van rijksmonumenten in Maastricht/Sint Bernardusstraat | Lijst van rijksmonumenten in Maastricht/Sint Lambertuslaan | Lijst van rijksmonumenten in Maastricht/Sint Pieterstraat | Lijst van rijksmonumenten in Maastricht/Sint Servaasklooster | Lijst van rijksmonumenten in Maastricht/Spilstraat | Lijst van rijksmonumenten in Maastricht/Stenenbrug | Lijst van rijksmonumenten in Maastricht/Stokstraat | Lijst van rijksmonumenten in Maastricht/Tafelstraat | Lijst van rijksmonumenten in Maastricht/Tongersestraat | Lijst van rijksmonumenten in Maastricht/Tongerseweg | Lijst van rijksmonumenten in Maastricht/Van Hasseltkade | Lijst van rijksmonumenten in Maastricht/Vrijthof | Lijst van rijksmonumenten in Maastricht/Weert | Lijst van rijksmonumenten in Maastricht/Wethouder van Caldenborghlaan | Lijst van rijksmonumenten in Maastricht/Wilhelminasingel | Lijst van rijksmonumenten in Maastricht/Wolfstraat | Lijst van rijksmonumenten in Maastricht/Wycker Brugstraat | Lijst van schilderijen, beelden en monumenten in de Onze-Lieve-Vrouwebasiliek | Lijst van schilderijen, beelden en monumenten in de Sint-Servaasbasiliek | Lijst van schouten en schepenen in Maastricht | Lijst van spelers van MVV Maastricht | Lijst van stadsarchitecten van Maastricht | Lijst van veldkapellen in Maastricht | LiLiLi | Limburgs bevrijdingsmonument | Limburgs Geschied- en Oudheidkundig Genootschap | Limburgs Symfonie Orkest | Limburgse Kunstkring | Limmel | Limmel, Station | Lindenkruispoort | Linie van Du Moulin | Lipkens, Antoine | Lodewick, Fernand | Loellmann, Valentin | Lombokmolen | Londoño, Sancho de | Long Pyramid | Looierspoort | Louis, Anna Cornelia | Lourdesgrot Sint Pieter | Louwberg | Louwberg, Romeinse villa | Löwendal, Ulrich van | Luer, Eric van der | Luiks-Brabantse oorlogen | Lumey, Willem I van der Marck | Lumière Cinema | Lutherse kerk | Luthmann, Julius | Lyonet, Pieter

## M
- Maartenslaan, Sint | Maartenspoort, Sint | Maas | Maas, Jo | Maasgouw | Maasboulevard* | Maasmarathon | Maaspunttoren | Maassen van den Brink, Henriëtte | Maastricht | Maastricht Aachen Airport | Maastricht Boschpoort, Station | Maastricht-Centrum, Lijst van gemeentelijke monumenten | Maastricht, carnaval | Maastricht, geschiedenis | Maastricht, Golfclub | Maastricht Institute of Arts | Maastricht, Lijst van gemeentelijke monumenten | Maastricht, Lijst van burgemeesters | Maastricht, Lijst van rijksmonumenten | Maastricht Noord, Station | Maastricht-Noordoost, Lijst van gemeentelijke monumenten | Maastricht-Noordwest, Lijst van gemeentelijke monumenten | Maastricht Randwyck, Station | Maastricht, Hotel | Maastricht, Ring | Maastricht, Station | Maastricht Universitair Medisch Centrum + | Maastricht University | Maastricht-Zuidoost, Lijst van gemeentelijke monumenten | Maastricht-Zuidwest, Lijst van gemeentelijke monumenten | Maastricht, Verdrag van | Maastricht Wildcats | Maastricht-Centrum | Maastricht-Zuidwest | Maastricht-West | Maastricht-Noordwest | Maastricht-Noordoost | Maastricht-Oost | Maastricht-Zuidoost | Maastrichter Brugstraat | Maastrichter Brugstraat, Lijst van rijksmonumenten | Maastrichter getijdenboek | Maastrichter Smedenstraat | Maastrichtien | Maastrichts, dialect | Maastrichts aardewerk | Maastrichts Expositie en Congres Centrum | Maastrichts Mooiste | Maastrichts passieretabel | Maastrichts volkslied | Maastrichts zilver | Maastrichtsche Tram | Maastrichtsche Watersportclub | Maastrichtsche Zinkwit Maatschappij | Maastrichtse Hockey Club | Maastrichtse Voetbal Vereniging (MVV) | Maaszicht, Villa | Macpherson, Pieter Daniël Eugenius | Madelinus | Magisch Maastricht | Malberg | Malpertuis | Mans, Jan | Mansfeld, Jan Gebhard van | Mantua, Garsendonius van | Mantz, Werner | Maquette van Maastricht | Marck Lumey, Willem I van der | Maria, gordel van | Maria-enkolpion | Maria-ten-Oeverenkapel | Mariaberg | Mariaberg, Lijst van gemeentelijke monumenten | Mariamonument (Wyck) | Mariastraat | Mariënwaard | Markt | Markt, Lijst van rijksmonumenten | Marres (museum) | Marres, Pauline | Marres, Victor | Martinuskerk (Itteren), Sint | Martinuskerk (Wyck), Sint | MAS Incontro | Maschereel van Rode, Wijnand | Mastreechter Staar | Matthiaskerk, Sint | Matthiasconvent, Sint- | Maussen | Méan, Jan Ferdinand de | MECC | Meerssenerweg | Meerssenhoven | Meerssenhoven, Kasteel | Meeûs, Henri de | Meijers, Harie | Meijs, Arno | Melchior, Leon | Membrede, André Charles | Merckelbach, Willem | Merkat | Mérode, Félix de | Merode, Frédéric de | Merode, Johan IX van | Mestreechs Aajt | Mestreechs Blont | Meurders, Felix | Meurer, Rudolf | Michaëlkerk (Heugem), Sint | Michiels van Kessenich, Willem | Michiels van Kessenich, Wite | Mikkenie, Frans | Minckeleers, Jan Pieter | Minderbroedersklooster, 1e | Minderbroedersklooster, 2e | Minderbroedersklooster, 3e | Minderbroederspoort | Minis, Hadewych | Miséricorde, Klooster van de Zusters van de | Molen van Dollaert | Molen van Lombok | Molenpoort | Mols, Gerard | Sociëteit, Groote | Momus, sociëteit | Momus' Oudemannenhuis | Montesdoca, Francisco de | Monulfus, bisschop | Monulfus en Gondulfuskerk, Sint- | Mora | Moriaan, In den | Mosa, Koninklijke | Mosa Meat | Mosa Trajectum | Mosae Forum | Moszkowicz, Bram | Moszkowicz sr., Max | Motterie, La | Moulin, Linie van Du | Mozestapijten | MSAV Uros | MSKV De Hippo's | MSRV Saurus | MSVV Fyrfad | Muizenberg | MUMC+ | Muntstraat | Muntstraat, Lijst van rijksmonumenten | Museum aan het Vrijthof | Museum Oud Sint Pieter | Museum Spaans Gouvernement | Museumkelder Derlon | Musica Sacra | Muysken, Joan | Muziekgieterij | MVV | MVV Maastricht in het seizoen 2003/04 | MVV Maastricht in het seizoen 2004/05 | MVV Maastricht in het seizoen 2012/13 | MVV Maastricht in het seizoen 2013/14 | MVV, Lijst van spelers

## N
- N2 | N278 | N590 | Nassau-Weilburg, Karel Christiaan van | Natuurhistorisch Museum Maastricht | NAVO-hoofdkwartier Cannerberg | Nazareth | Neder-Lotharingen, Giselbert II, hertog van | Neder-Lotharingen, Karel, hertog van | Neder-Lotharingen, Reinier, hertog van | Nederlandse Dansdagen | Neercanne, Kasteel | Neercanne, restaurant | Nekum | Nekum, Hoeve | Nekummermolen |

Neurenberg, Coenraad (III) van | Neyman, Benny | Nicolaaskapel, Sint- | Nicolaaskerk, Sint | Niël, Matty | Nierstrasz, Hendrik | Nieuwe Bossche Fronten | Nieuwen Biesen | Nieuwenhofklooster | Nieuwenhofpoortje | Nieuwenhofwal | Nieuwstad | Nieuwstraat | Nieuwstraat, Lijst van rijksmonumenten | Nijssen, Tom | Noodkist | Noordelijk Gangenstelsel | Noorderbrug | Nuijens, Elisabeth | Nypels, Charles | Nyst, Victor

## O
- O reinste der schepselen | Observant, D'n | Observant, universiteitsblad | Oehoevallei | Oeverwal | Oijen, Jet van | Olterdissen, Alfons | Onbevlekt Hart van Mariakerk | Onder de Bogen, Zusters | Onze-Lieve-Vrouw-van-Goede-Raadkerk | Onze-Lieve-Vrouw-van-Lourdeskerk | Onze-Lieve-Vrouwebasiliek | Onze-Lieve-Vrouwebasiliek, Lijst van kapitelen in de kooromgang | Onze-Lieve-Vrouwebasiliek, Lijst van schilderijen, beelden en monumenten | Onze-Lieve-Vrouwebasiliek, schatkamer | Onze-Lieve-Vrouwekapittel | Onze-Lieve-Vrouwekapittel, Lijst van proosten | Onze Lieve Vrouweplein | Onze Lieve Vrouweplein, Lijst van rijksmonumenten | Onze-Lieve-Vrouwepoort | Onze Lieve Vrouwewal | Oordt, No op den | Op de Thermen | Opera Zuid | Oppen, Leopold van | Oppenheimer, Ruben | Oppidum Caestert | Opveld, Klooster | Oranjeplein | Orgel van de Sint-Matthiaskerk | Orgels van de Sint-Servaasbasiliek | Os, Jim van | Ottoonse muur | Oud-Caberg | Oud Gouvernement | Oud-Vroenhoven | Oud-Vroenhoven, Lijst van burgemeesters | Oude Akerweg | Oude Minderbroedersklooster | Oultremont de Wégimont, Henriëtte d'

## P
- Padvindersgat | Pain et Vin, Moïse | Palace, Cinema | Palm, Franz | Panhuys, Van (geslacht) | Panhuys, Louise van | Panhuys, Willem Benjamin van | Panhuys, Willem Hendrik van | Panhuysen, Gerard | Panhuysen, Titus | Papenstraat, Lijst van rijksmonumenten | Pasestraat, Romeinse villa | Pastoraal bezoek van paus Johannes Paulus II aan Nederland | Patio Sevilla | Patriarchaalkruis (Maastricht) | Patriarchaalkruis (Vaticaan) | Paumen, Max | Peeters, Louis | Pelerin, Adrien | Penitentenklooster | Penn-te Strake, Annemarie | Perpetuus, bisschop | Pesthuys | Peters, Peter | Petrus' Bandenkerk (Heer), Sint | Petrus-en-Pauluskerk (Wolder), Sint | Peumans, Jan | philharmonie zuidnederland | Piazza Céramique | Pichot, Ephraim Daniel | Pieters, Guido | Pieter beneden, Kerk van Sint | Pieter boven, Kerk van Sint | Pietersplas | Pieterspoort, Sint | Pijls, Willem Hubert | Plaats, Gerard van der | Plan Belvédère | Plantenberg-Marres, Pauline | Plateau van Caestert | Platielstraat | Platielstraat, Lijst van rijksmonumenten | Plein 1992 | Ploumen, Lilianne | Plundering van Maastricht (881) | Plusquin, Pascale | Pont, Willem du | Poort van Beusdael | Poort Waerachtig | Poppelmondedal | Porta Mosana College | Post, Mark | Pottenberg | Predikherengat | Preekherengang | Preuvenemint | Prins Bisschopsingel | Priorij Scharn | Proosdij van Sint-Servaas | Proosten van het Sint-Servaaskapittel | Provinciale weg 278 | Provinciale weg 590 | Provinciehuis Limburg | Publications de la Société Historique et Archéologique dans le Limbourg | Putte, Nicasius van den

## Q
- Quartier Amélie

## R
- Raadkamer van Bourgondië | Raat, Hendrik | Raaijmakers, Dick | Radium Rubber | Rajcomar, Prince | Randwyck | Randwyck, Station | Rasberg | Ravelijn, De | Ravenna, Philippus van | Recentoren | Rechtbank Limburg | Rechtbank Maastricht | Rechtstraat | Rechtstraat, Lijst van rijksmonumenten | Rectores magnifici van de Universiteit Maastricht | Redemptiedorpen | Reek, De | Refugie van Hocht | Regout (geslacht) | Regout, Adolphe | Regout, Alfred | Regout, Edmond | Regout, Edouard | Regout, Eugène | Regout, Frederik | Regout, Gustaaf | Regout, Gustave I | Regout, Jules I | Regout, Louis I | Regout, Louis II | Regout, Louis III | Regout, Petrus I | Regout, Petrus II | Regout, Petrus III | Regout, Robert (minister) | Regout, Robert (verzetsman) | Regout, Theo | Regout, Thomas Dominicus | Regout, Thomas (bedrijf) | Religie in Maastricht | Remaclus, bisschop | Reparatricenklooster | Ridder, brouwerij De | Rieu, André | Rijk, Bertus de | Rijksbeschermd gezicht Maastricht | Rijksbeschermd gezicht Maastricht Uitbreiding | Rijksweg 2 | Rijksweg 79 | Rijt, Gerrit van | Rimoaldus | Ring Maastricht | Ritzen, Jo | RKASV | RKBFC | RKHSV | RKSV Heer | RKSV Leonidas-W | RKSV Rapid | RKVCL | RKVV Willem I | RKVVL/Polaris | ROC Leeuwenborgh | Rochuskapel, Sint | Rode, Wijnand Maschereel van | Roemers, Charles Clément | Roggieri, Jean-Baptiste | Romanus, Franciscus | Romanusweg, Franciscus | Rome, Hoeve | Romeins Maastricht | Romeinse brug | Romeinse villa Borgharen-Pasestraat | Romeinse villa Maastricht-Louwberg | Romeinsebaan | Rompelberg, Fred | Rouffaer, Huis | Rubberfabriek Radium | Ruijters, Evelien | Ruiter, Corine de | Rutten, Louis | Rutten, Louis Hubert

## S
- Saarbrücken, Adalbert I van | Salm, Frederik Magnus van | San Salvatorkerk | Sandhövel, Willem | Sappi | Sarolea, Henri | Satijn, Stephan | Saurus, MSRV | SC Caberg | SC Jekerdal | Schaepkens, Alexander | Schaepkens, Théodore | Schaïk, D.C. van | Schaïk, Stichting ir. D.C. van | Scharn | Scharn, Lijst van gemeentelijke monumenten | Scharn, Priorij | Scharnerweg | Schatkamer Onze-Lieve-Vrouwebasiliek | Schatkamer Sint-Servaasbasiliek | Schauenburg, Bernard van | Schaumburg, Anton van | Scherprechters in Maastricht | Schiepersberg | Schipper, Jef | Schonenvaardersbolwerk | Schoonbrood, Henri | Schoonvorst, Engelbert van | Schoonvorst, Jan I van | Schoorsteen met waterreservoir | Schouten en schepenen in Maastricht, Lijst van | Schreinemacher, Jan Hubert Joseph | Schreuder, Hein | Schuttenpoort | Segers, Mathieu | Serclaes van Tilly, Claude-Frédéric t' | Servaas, bisschop | Servaas, borstbeeld van | Servaas, borstkruis van | Servaas, reliekschrijn van | Servaas, Sleutel van | Servaasbasiliek, Sint | Servaasbolwerk, Sint | Servaasbrug, Sint | Servaaskapittel, Sint | Servaasproosdij, Sint | Severen, Huis | Severs, Henk | Sevilla, Patio | Siculo-Arabisch kistje | Sijen, Danny | Sijen, Huub | Sint-Agathagasthuis | Sint-Amorkapel | Sint Amorsplein | Sint-Andriesklooster | Sint-Annadalziekenhuis | Sint-Annakerk | Sint-Antoniuseiland | Sint-Antoniuskapel (Slavante) | Sint Antoniuslaan | Sint Bernardusstraat, Lijst van rijksmonumenten | Sint-Catharinakapel | Sint-Christoforuskerk | Sint-Corneliuskerk (Borgharen) | Sint-Evergisluskapel | Sint-Gerarduskerk | Sint-Gillishospitaal | Sint-Guliëlmuskerk | Sint-Hilariuskapel | Sint-Hubertuskerk | Sint-Jacobsgasthuis | Sint-Janskerk | Sint-Joriskapel | Sint-Jozefkerk | Sint Lambertuslaan, Lijst van rijksmonumenten | Sint-Lambertuskerk | Sint-Maartenscollege | Sint-Maartenshofje | Sint Maartenslaan | Sint-Maartenspoort, poort | Sint Maartenspoort, buurt | Sint Maartenspoort, Lijst van gemeentelijke monumenten | Sint-Martinuskerk (Itteren) | Sint-Martinuskerk (Wyck) | Sint-Matthiaskerk | Sint-Matthiasconvent | Sint-Michaëlkerk (Heugem) | Sint-Monulfus en Gondulfuskerk | Sint-Nicolaaskapel | Sint-Nicolaaskerk | Sint-Petrus' Bandenkerk (Heer) | Sint-Petrus-en-Pauluskerk (Wolder) | Sint Pieter, wijk | Sint Pieter, Fort | Sint-Pieter beneden, Kerk van | Sint-Pieter boven, Kerk van | Sint Pieter, Lijst van burgemeesters | Sint Pieter, Lourdesgrot | Sint Pieters Museum | Sint-Pietersberg | Sint-Pietersberg, kunstbunker | Sint-Pietersbergplan | Sint-Pieterspoort | Sint Pieterstraat, Lijst van rijksmonumenten | Sint-Rochuskapel | Sint-Servaasbasiliek | Sint-Servaasbolwerk | Sint-Servaasbrug | Sint-Servaasgasthuis | Sint-Servaaskapel (Maastricht) | Sint-Servaaskapittel | Sint-Servaaskapittel, proosten | Sint-Servaaskapittel, school | Sint Servaasklooster | Sint Servaasklooster, Lijst van rijksmonumenten | Sint-Servaasproosdij | Sint-Servatiuslied | Sint-Theresiakerk | Sint-Vincentiuskapel | Sint-Walburgakerk (Amby) | Siza, Toren van | Sjeng | Sjoenste Leedsje, 't | SKVM Kinran | Slachthuis, Gemeentelijk | Slag bij Lafelt | Slag om Maastricht | Slavante | Slavante, gangenstelsel | Sleeswijk-Holstein-Sonderburg-Plön, Johan Adolf van | Sleutel van Sint-Servaas | Slijpe, Van (geslacht) | Slijpe, Hof van | Slijpe, Godert van | Slijpe, Jan Godart van | Slijpe, Jan Hubert van | Smits, Jan | Smulders, Carl | Snelder, Gerard | Sneltram Hasselt - Maastricht | Société Céramique | Sociëteit Momus | Soete, Luc | Soiron, François | Soiron, Huis | Soiron, Matheius | Soiron, Mathias | Sorge, Arndt | Soudant, Hubert | Spaans Gouvernement | Spaans Vuur | Spaanse Furie | Sphinx, Koninklijke | Sphinx Tegels | Sphinxkwartier | Spilstraat | Spilstraat, Lijst van rijksmonumenten | Spoorbrug Maastricht | Sprooten, Rosalie | Stadhuis van Maastricht | Stadsacademie Maastricht | Stadsarchitecten van Maastricht, Lijst van | Stadsbelangen Mestreech | Stadsbus Maastricht | stadsmuur van Maastricht, Eerste | stadsmuur van Maastricht, Tweede | Stadspark Maastricht | Stadsschutterij Maastricht | Stas, Godefroid | Statenhuis | Statenkwartier | Statenkwartier, Lijst van gemeentelijke monumenten | Statensingel | Statenstraat | Station Limmel | Station Maastricht | Station Maastricht Boschpoort | Station Maastricht Noord | Station Maastricht Randwyck | Stationsplein | Stationsstraat | Steffeswert, Jan van | Stenenbrug, Lijst van rijksmonumenten | Stenenwal | Sterre der Zee | Sterre der Zee, Lied van de | Sterreplein | Sterrepleinkerk | Stevens, Karin | Stichting ir. D.C. van Schaïk | Stichting Restauratie Atelier Limburg (SRAL) | Stitzinger, Patrick | Stoa | Stokstraat | Stokstraat, Lijst van rijksmonumenten | Stols, Sander | Stoombierbrouwerij De Keyzer | Straetmans, Wynandus Gustavus | Stuers, Hubert Joseph Jean Lambert de | Stuers, Victor de | Stultiens, Rob | Sufgerukte Wallies | Surp Karapetkerk | SV Circumflex | Swinton, Samuel | Synagoge van Maastricht

## T
- Tagage, Sigismund | Tafelstraat, Lijst van rijksmonumenten | Take One | Tans, Sjeng | Tapijn, Sebastiaan | Tapijnkazerne | Teller, Marcus | Temmink, Saskia | Tevhid-moskee (Maastricht) | The European Fine Art Fair (TEFAF) | The Hours of the Day | Theater aan het Vrijthof | Theatergroep Het Vervolg | Theodardus, bisschop | Theresiakerk, Sint | Thermen, Op de | Theunisz, Frans | Thewissen, Charles | Thijsse, Jac. P. | Thomas Regout (bedrijf) | Thomasarm | Thombe, De | Thyssens-Valentin, Germaine | Tiddens, Harmen | Timmerfabriek | Timmermans, Frans | Timmers, Joseph | Tischbein, Johann Friedrich August | Tischbein, Johann Valentin | Titulair bisdom Maastricht | Toebosch, Louis | Togt, Hans van der | Toine Hermsen | Tombe, De | Tombe, Andries Jan Jacob des | Toneelacademie Maastricht | Toneelgroep Maastricht | Tongerseweg | Tongersekat | Tongerseplein | Tongersepoort | Tongersestraat | Tongersestraat, Lijst van rijksmonumenten | Tongerseweg, Lijst van rijksmonumenten | Tonnaer, Désirée | Toren van Siza | Torenflat | Torenmolen van Gronsveld | Torentjes, Huis de | Tour d'Auvergne, Frederik Maurits de La | Tram, Maastrichtsche | Tramlijn Maastricht-Hasselt | Tramlijn Maastricht-Vaals | Treechloop | Tricht, Aert van | Turenne, Maria Jacoba de | Tweebergen | Tweebergenpoort | Tweede Minderbroedersklooster | Tweede stadsmuur van Maastricht | Tweeherigheid van Maastricht

## U
- Ubachs, Pierre | United World College Maastricht | Universiteit Maastricht | Universiteit Maastricht, Lijst van eredoctoraten | Universiteit Maastricht, Lijst van rectores maginifici | Universiteitsbibliotheek Maastricht | Universiteitsorkest Maastricht | UNU-MERIT | Uros, MSAV | Ursulinenklooster | Usta, Suat

## V
- Vaecx, Philippus | Vaeshartelt, Kasteel | Van de Vennepark | Van Hasseltkade, Lijst van rijksmonumenten | Veerlinxpoort | Veldeke, Hendrik van | Veldekecollege, Henric van | Veldekeplein, Henric van | Vera Icon (Van Eyck) | Verdrag van Maastricht (1843) | Verdrag van Maastricht (1992) | Vereenigde Glasfabrieken | Verhagen, Maxime | Vermeend, Willem | Vermicelli- & Macaronifabriek Jos Bauduin | Verraad van Maastricht | Vervolg, Het | Veusels, Willem | Vier Evangelistenkerk | Vijf Koppen, rondeel | Vijf Koppen, watermolen | Vikinghoorn | Villa Kanjel | Villa Maaszicht | Villapark | Villapark, Lijst van gemeentelijke monumenten | Vincentiuskapel, Sint | Vincentiusvereniging, Kapel | Vinkenslag | Vinkenslag, FC | Visserspoort | Vleeshuis | Vleeshuis, Achter het | Vlierden, Daniël van | Vodafone | Vogelstruys, In den Ouden | Voré, Jerry | Vos, Charles | Vos, Hubert | Voscour, Charles | Vrecken, Van der (geslacht) | Vries, Nico de | Vrijens, Peggy | Vrijthof | Vrijthof, Lijst van archeologische opgravingen | Vrijthof, Lijst van rijksmonumenten | Vrijthof, Museum aan het | Vrijthof, Theater aan het | Vrijthoff (geslacht) | Vroegchristelijke grafstenen in de Sint-Servaasbasiliek | Vroendaal | Vroenhof, Graafschap van de | Vroenhoven, Oud | VV Daalhof | VV De Heeg | VV Scharn | VV SCM | VV Standaard

## W
- Waalse kerk | Waerachtig, Poort | Walburgakerk (Amby), Sint | Waldeck-Eisenberg, George Frederik van | Waldeckpark | Walkers, The | Wang, Lulu | Wapen van Amby | Wapen van Maastricht | Wassenaer Warmond, Petrus Renier van | Wassenberg, Frank | Waszink, Marius Alphonse Marie | Waterpoort De Reek | Waterpoort (Wyck) | Weerd, Kleine | Weert (Meerssen-Maastricht) | Weert, Lijst van rijksmonumenten | Wereldkampioenschappen judo 1981 | Wereldkampioenschappen judo 1986 | Westwerk van de Sint-Servaasbasiliek | Westwerkaltaar van de Sint-Servaasbasiliek | Wethouder van Caldenborghlaan, Lijst van rijksmonumenten | Weustenraad, Théodore | Weyermolens | Wickop, Wilhelm | Wiebengahal | Wieckse, biermerk | Wied, Arnold II van | Wied, Frederik IV van | Wijken en buurten in Maastricht | Wijnands, Ad | Wijnandts, Jaques Pascal | Wijnandts-Louis, Anna Cornelia | Wijnen, Wynand | Wilde Berg | Wilhelminabrug | Wilhelminasingel | Wilhelminasingel, Lijst van rijksmonumenten | Willems, Jeroen | Willemsen, Michaël | Winkelman, Henri | Winterland Maastricht | Wintjens, Danny | Wissem, Jozef van | Withuishof | Wittevrouwenhof | Wittevrouwenklooster | Wittevrouwenveld | Wolde, Hans van | Wolder | Wolder, geschiedenis | Wolff, Daniël | Wolfstraat | Wolfstraat, Lijst van rijksmonumenten | WVV '28 | Wyck | Wyck, Lijst van gemeentelijke monumenten | Wycker Brugstraat | Wycker Brugstraat, Lijst van rijksmonumenten | Wycker Grachtstraat | Wycker Kruittoren | Wyckerpoort, poort | Wyckerpoort, wijk | Wyckerpoort, Lijst van gemeentelijke monumenten | Wyckerveld, Villa | Wynants, Arnold Hyacinth van

## Z
- Zenden, Boudewijn | Zesdaagse van Maastricht | Ziekenhuis Calvariënberg | Ziekenhuis Sint Annadal | Zinkwit, bedrijf | Zinkwitstaking | Zollern, Bruno van | Zonneberg, gangenstelsel | Zonneberg, Hoeve | Zoudenbalch, Evert | Zouw, Fort aan de | Zouw, Kleine en Lange | Zuid-Willemsvaart | Zuidelijk Gangenstelsel | Zusters Onder de Bogen | Zusters van den Heiligen Joseph | Zwarte Berg (Sint-Pietersberg) | Zwarte Christus van Wyck | Zwarts, Kim